# Fernando Bandini
Pour les articles homonymes, voir Bandini.
Fernando Bandini (Vicence 1931-2013) est un écrivain, un universitaire et un poète italien, de langue italienne et dialectale ainsi que de langue latine et un spécialiste de la stylistique et de la métrique, assistant à l'Université de Padoue pour la métrique et la stylistique, professeur invité à l'Université de Genève, président de l' Accademia Olimpica de Vicence de 2003 à 2011 et président du Centre d'études Archives Pier Paolo Pasolini de Bologne.

## Biographie
En 1962, Fernando Bandini publie son premier recueil In modo lampante pour la maison d'édition Neri Pozza. Cette publication fut suivie en 1965 par Per partito preso, en 1969 par Memoria del futuro et en 1979 par La màntide e la città, ouvrages qui furent tous deux publiés chez Mondadori.
Suivirent en 1985 Il ritorno della cometa, en 1994 Santi di dicembre et en 1998 Meridiano di Greenwich. Son dernier recueil Dietro i cancelli e altrove fut publié en 2007 chez Garzanti, ouvrage pour lequel il fut récompensé le samedi 6 octobre 2007 par le Prix de poésie Dino Campana.
Bandini bien que n'ayant pas suivi d'études classiques n'en publie pas moins des poésies en latin. À ce propos, il fit la remarque suivante : « j'étais tourmenté par le latin, je lisais les auteurs classiques et j'en étais fasciné tout en ne comprenant rien à ce qui était écrit ; mais à force de les lire je suis devenu familier de leur manière d'écrire. » Il était bien modeste en disant cela, car il reçut les deux plus brillants prix récompensant les auteurs latins... Il fut, en effet, récompensé de la magna laus au Certamen poeticum Hoeufftianum en 1965 et 1977, ainsi qu'au Certamen Vaticanum pour ses poèmes en langue latine.
Fernando Bandini en plus du latin et de l'italien écrit des poésies en dialecte de Vicence. Andrea Zanzotto a pu dire de lui : « Bandini est un poète exceptionnel qui se situe à l'orée de la vie tranquille et de la méditation ; ce qui fait sa différence, c'est qu'il est un poète trilingue ».

## Œuvres

### En italien
- 1962 : In modo lampante, Neri Pozza
- 1965 : Per partito preso
- 1969 : Memoria del futuro, Mondadori
- 1979 : La màntide e la città, Mondadori
- 1985 : Il ritorno della cometa
- 1994 : Santi di dicembre
- 1998 : Meridiano di Greenwich
- 2007 : Dietro i cancelli e altrove, Garzanti

### En latin
- Sacrum hiemale carmen, poème, Amsterdam, 1965
- Niveus nimbus, poème, Amsterdam, 1977.

## Prix et récompenses
- En 1965 et en 1977 Fernando Bandini reçoit la magna laus au Certamen poeticum Hoeufftianum ;
- En 19... (?), il obtient le prix du Certamen Vaticanum ;
- Le 6 octobre 2007, Fernando Bandini reçoit le Prix de poésie Dino Campana ;
- Le 12 octobre 2008 il remporte le Prix de poésie de la Spaggia di Velluto - la plage de velours - de Senigallia[4] ;
- En 2012, il obtient également le Prix Librex Montale.

## Sources
- (it) Cet article est partiellement ou en totalité issu de l’article de Wikipédia en italien intitulé « Fernando Bandini » (voir la liste des auteurs).